# Чуркін Альберт Микитович
Альберт Микитович Чуркін (1923, місто Єнакієве, тепер Донецької області) — радянський державний діяч, будівельник, 2-й секретар ЦК КП Грузії, 2-й секретар Краснодарського крайкому КПРС, голова Краснодарського промислового облвиконкому, голова Сочинського міськвиконкому Краснодарського краю. Член Бюро ЦК КП Грузії в 1971—1975 роках. Кандидат у члени ЦК КПРС у 1971—1975 роках. Депутат Верховної ради Грузинської РСР. Депутат Верховної ради РРФСР 6—7-го скликань. Депутат Верховної Ради СРСР 8—9-го скликань. Кандидат економічних наук.

## Життєпис
Народився в родині службовця. У 1941 році закінчив Харківський архітектурно-будівельний технікум.
У 1941 році працював на будівництві цукрового заводу в Харківській області. У 1941—1942 роках — на будівництві оборонних споруд.
У 1942—1945 роках працював старшим техніком, інженером, старшим інженером технічного відділу в залізничних будівельних організаціях міста Челябінська.
У 1945—1948 роках — студент Ленінградського інституту інженерів залізничного транспорту.
У 1948—1954 роках — виконроб, старший виконроб, головний інженер «Головпромбуду» Міністерства шляхів сполучення СРСР у містах Вільнюсі та Калінінграді.
Член ВКП(б) з 1949 року.
У 1954—1957 роках — головний інженер будівельно-монтажного поїзда в місті Сочі Краснодарського краю.
У квітні 1957 — червні 1958 року — завідувач промислово-транспортного відділу Сочинського міського комітету КПРС.
У червні 1958 — грудні 1962 року — голова виконавчого комітету Сочинської міської ради депутатів трудящих Краснодарського краю.
У грудні 1962 — грудні 1964 року — голова виконавчого комітету Краснодарської промислової крайової ради депутатів трудящих.
У грудні 1964 — 1969 року — 1-й заступник голови виконавчого комітету Краснодарської крайової ради депутатів трудящих.
У 1969—1971 роках — 2-й секретар Краснодарського крайового комітету КПРС.
1 березня 1971 — 14 квітня 1975 року — 2-й секретар ЦК КП Грузії.
Потім — на пенсії.
На 1998 рік — директор товариства підприємства «Сочікомунпроєкт» Краснодарського краю.

## Нагороди
- орден Трудового Червоного Прапора (1973)
- ордени
- медалі
- Заслужений будівельник Російської Федерації (16.03.1999)